# 萊康普頓鎮區 (堪薩斯州道格拉斯縣)
萊康普頓鎮區（英語：Lecompton Township）為美國堪薩斯州道格拉斯縣轄下的鎮區。2010年美国人口普查中此鎮區人口有1,707人。

## 地理
萊康普頓鎮區涵蓋總面積為91.9平方（35.50平方英里），其中陸地面積為89.7平方（34.64平方英里），水域面積為2.2平方（0.86平方英里）或2.42%。海拔高度297（974英尺）。

## 人口統計
根據2010年美國人口普查，萊康普頓鎮區人口有1,707人，其中男性有860人，女性有847人，人口密度為每平方公里18.57人，住房計709戶。鎮區內的白人有1,619人，非裔美國人有10人，美洲原住民有36人，亞裔美國人有7人，太平洋島裔美國人有1人，其他種族有8人，混血種族則有26人。此外鎮區內有25人為西班牙裔或拉丁裔美國人。此鎮區之年齡中位數為44.1歲，而男性年齡中位數為44.4歲，女性年齡中位數為43.8歲。

## 交通

### 主要公路
- 70號州際公路
- 40號美國國道